# جان بیلزیکجیان
جان بیلزیکجیان ( انگلیسی: John Bilezikjian؛ ۱ فوریهٔ ۱۹۴۸ – ۱۹ ژانویهٔ ۲۰۱۵) موسیقی‌دان، آهنگساز سبک موسیقی فولک معاصر، نوازنده ماندولین، ویولن و entertainer ارمنی‌تبار اهل ایالات متحده آمریکا بود است.

## زندگی‌نامه
وی در ۱ فوریه ۱۹۴۸ در لس آنجلس به دنیا آمد  وی در ۱۹ ژانویهٔ ۲۰۱۵ در سن ۶۶ سالگی در میشن ویهو، کالیفرنیا به علت بیماری کلیوی درگذشت.